# Joachim Gacka
Joachim Szymon Gacka (ur. 1 listopada 1936 w Bytomiu, zm. 8 czerwca 2017 w Berlinie) – polski piłkarz.

## Życiorys
Karierę zawodniczą zaczynał w Polonii Bytom z którą związany był przez 8 lat, w latach 1955–1956 rozgrywając trzy mecze w najwyższej klasy rozgrywkowej. Następnie w ramach służby wojskowej trafił do Śląska Wrocław. W latach 1962–1970 był zawodnikiem Pogoni Szczecin należąc w tym czasie do jej czołowych graczy. Do Szczecina sprowadzony został przez trenera Zygmunta Czyżewskiego. Karierę kontynuował pod okiem trenerów Mariana Suchogórskiego i Stefana Żywotki. Wraz z Marianem Kielcem i Jerzym Krzystolikiem stworzyli trzon ówczesnej drużyny. W barwach Pogoni rozegrał 204 mecze i strzelił 20 goli, z czego 167 spotkań rozegrał w najwyższej klasie rozgrywkowej, strzelając 11 goli. W 1970, po ośmiu sezonach gry w Szczecinie, zakończył karierę piłkarską, po czym na krótko wyjechał do Chicago, gdzie jeszcze grywał w polonijnym klubie. Po powrocie do kraju podjął pracę szkoleniowca juniorów starszych morskiego klubu. Z końcem lat 70. wyemigrował do Berlina, gdzie pracował jako inspektor budowlany o specjalności ochrony środowiska. Zmarł 8 czerwca 2017. Pochowany został na cmentarzu w dzielnicy Spandau.